# Glen Alpine, North Carolina
Glen Alpine är en ort i Burke County i delstaten North Carolina, USA.